# Teksaset
Teksaset (Texasetes pleurohalio) – dinozaur z grupy ankylozaurów (Ankylosauria).
Żył w epoce wczesnej kredy (ok. 112-100 mln lat temu) na terenach Ameryki Północnej. Długość ciała ok. 2,5-3 m, wysokość ok. 1,2 m, masa ok. 500 kg. Jego szczątki znaleziono w USA (w stanie Teksas).